# Normalprofil (byggteknik)
Balkar för stålbyggnad finns i många former. Genom tiderna har man prövat många olika profiler (form på balkens genomskärning), som alla har sina fördelar och nackdelar. Standardiseringsarbete har resulterat i så kallade normalprofiler , som är noggrant specificerade. I Tyskland infördes normalprofilen 1881 i och med publiceringen av professorerna Friedrich Heinzerling och Otto Intzes verk «Deutsches Normalprofil-Buch für Walzeisen». Europeiska normalprofilerna återfinns i Euronormer, tex Euronorm 53 och Euronorm 19. 
Euronormer omvandlas efter hand till Europastandarder, varför vissa normalprofiler nu finns i tex EN 10055 och EN 10056. Profiler som inte är normalprofiler är specialprofiler.

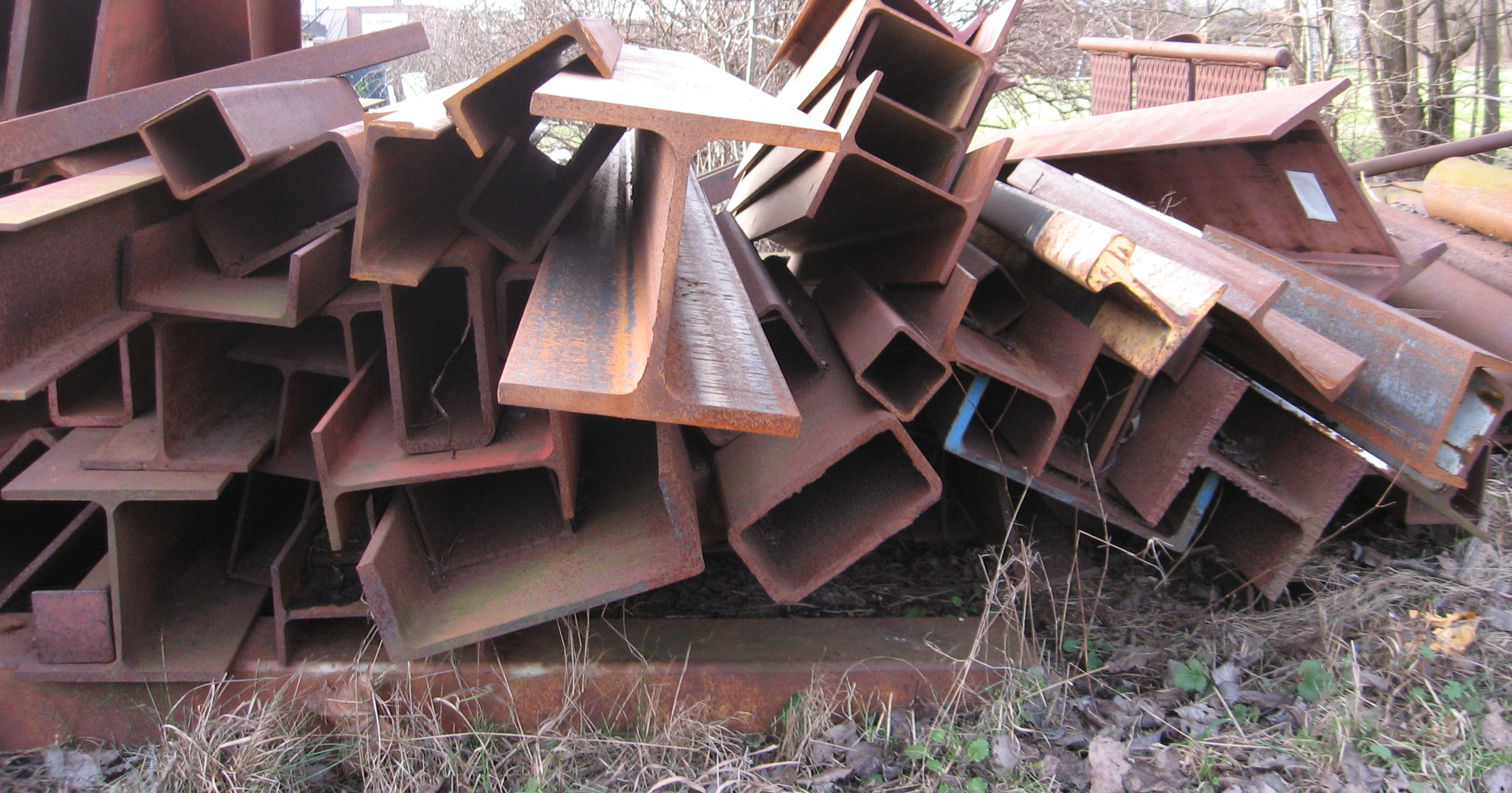
Stålbalkar

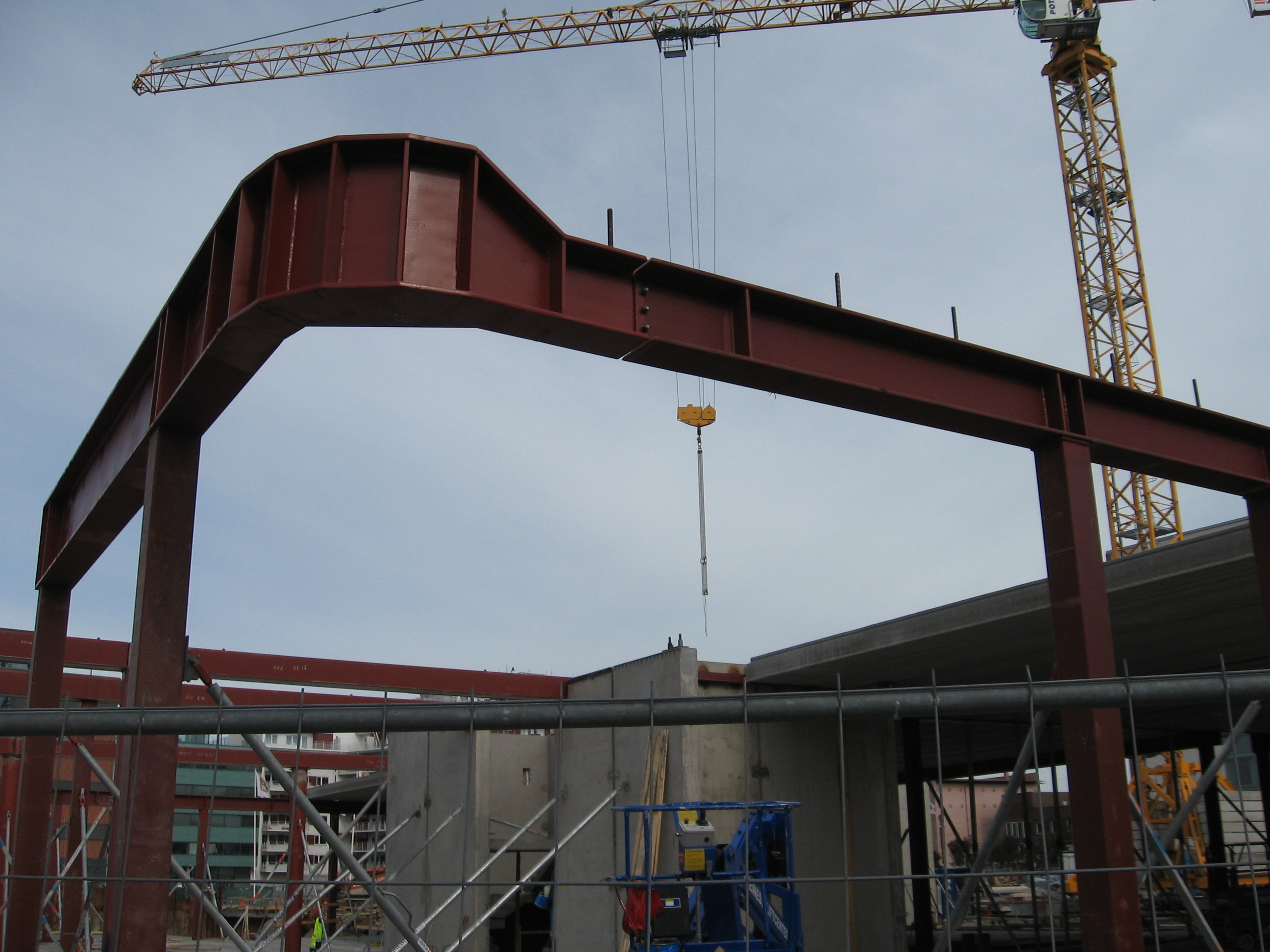
Böjd balk

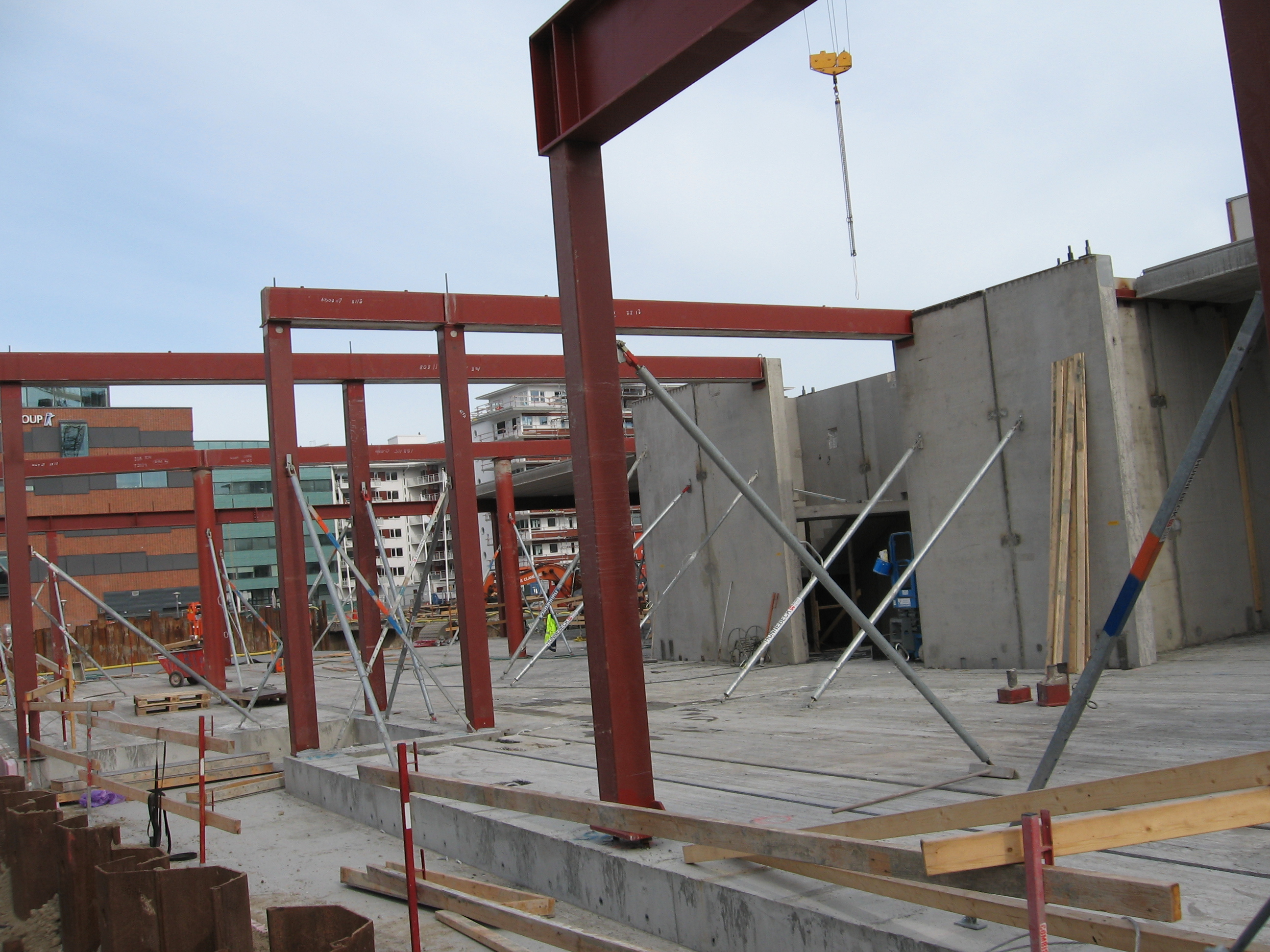
IQB-balkar

## I-balkar
1. HE-profil
2. HEAA
3. HEA
4. HEB
5. HEM
6. IPE
7. IPN

## U-balk (E-järn)
1. UPN
2. UPE

## Vinkeljärn (L-järn)
1. Vinkeljärn

## Z-Järn
1. Z-järn

## T-Järn
1. T-järn

## Konstruktionsrör
1. VKR
2. KKR
3. CFCHS
4. HFCHS